# パク・チュア
パク・チュア（ハングル表記：박주아）は、大韓民国の韓国放送公社 (KBS) 所属のアナウンサー。

## 学歴
- 延世大学校 衣類学科卒業

## 経歴
- 2000年 26期 KBS 公開採用のアナウンサー